# Мятный соус
Мятный соус — зелёный соус, приготовленный из мелко нарезанных листьев мяты.
Существует множество различных видов мяты, но наиболее широко используемой в западной кулинарии является мята колосистая или Mentha spicata, произрастающая в Средиземноморье и широко культивируемая в Великобритании. Колосистая мята имеет вкус более сильный и менее сладкий, чем у мяты перечной. Вьющийся сорт очень декоративен. Используется для приготовления традиционного мятного соуса к баранине, а также в супах, салатах и напитках. Мята перечная имеет тёмно-зелёные листья и используется для ароматизации мороженого, сладостей и кондитерских изделий.
В Великобратинии мятный соус (англ. Mint sauce) является одним из классических соусов, его готовят из свежей мяты с уксусом и небольшим количеством сахара. Иногда добавляют сок лайма.
В британской и ирландской кухне соус часто подают в качестве приправы к жаркому из ягненка или любому другому жареному мясу, или, в некоторых регионах, с мятым горохом. Обычно его покупают в готовом виде, и его легко найти в британских продовольственных магазинах. Мятное желе, более густое и сладкое, является вариантом подачи к баранине, его также обычно покупают в готовом виде.
Подобные зелёные соусы на основе трав были распространены по всей средневековой Европе, причем использование мяты было более распространено во французской и итальянской кухне того периода, чем в английской. Однако они стали менее распространенными и в основном исчезли в Европе в Новое время.

## Вариации
Мятный чатни — это соус на основе мяты в индийской кухне, который подают к закускам и блюдам на завтрак, таким как идли, дхокла и т. д.. Его готовят из измельчённых листьев свежей мяты с различными ингредиентами, такими как кинза, зелёный перец чили, лимонный сок (в северных частях Индии) или тамаринд (на юге Индии), соль, жареный бенгальский грам и по желанию творог.
В Тунисе аналогичный соус делают из сушёной мяты, и его можно подавать с мечуи, мулухией или в качестве основы для винегретной заправки. Сушёная и свежая мята также входит в состав нескольких блюд тунисской кухни.
В состав мятных соусов могут входить фрукты, например, малина.

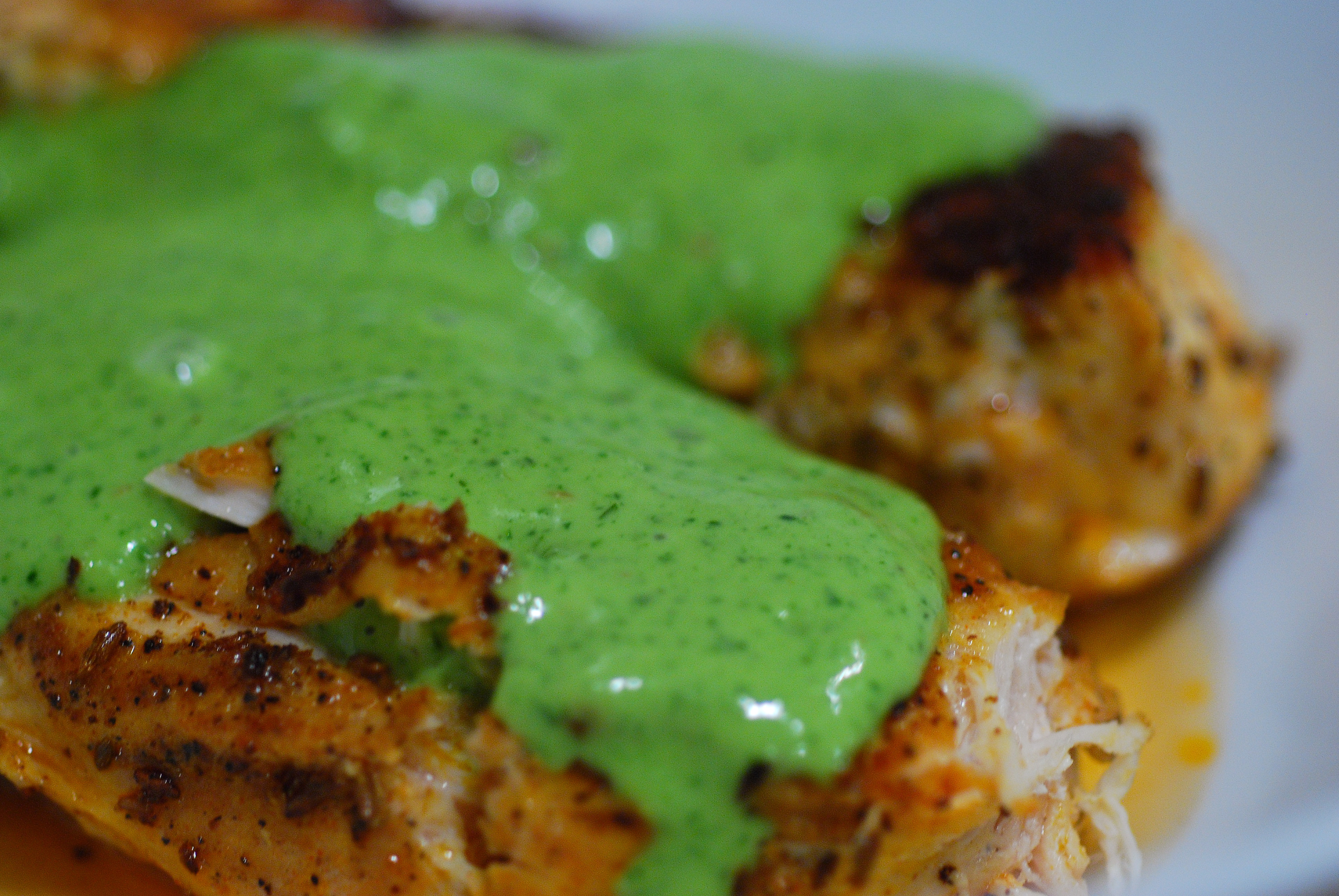
Соус из петрушки и мяты на курице
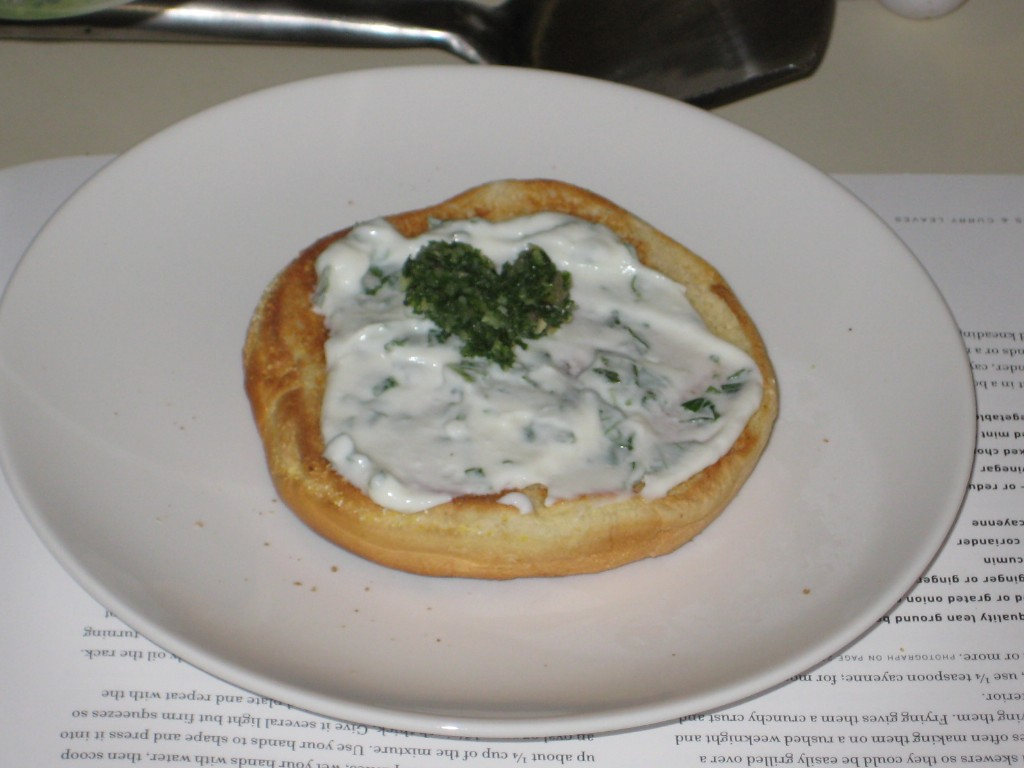
Йогуртово-мятный соус
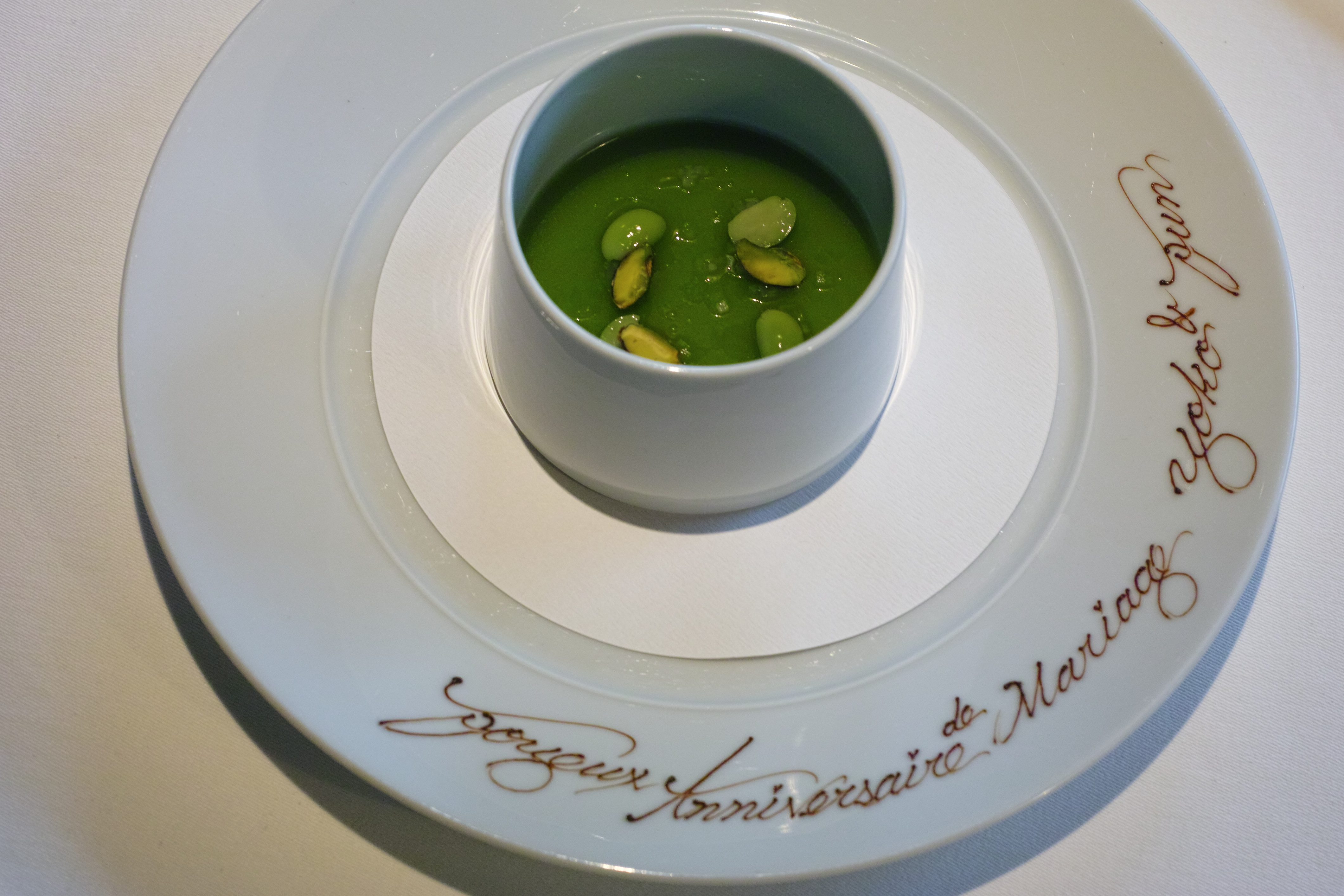
Панна-котта в мятном соусе
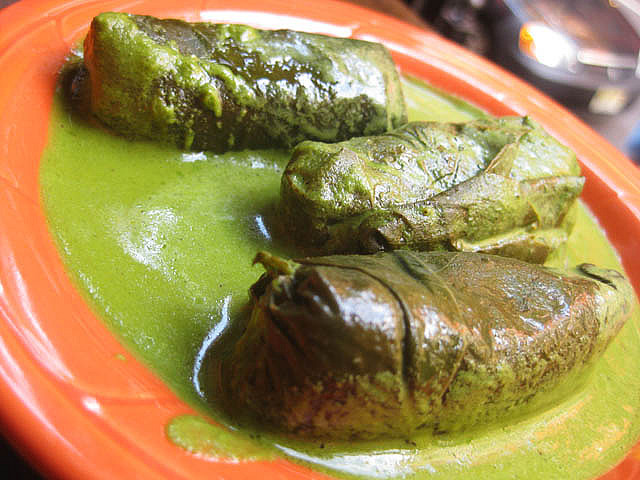
Фаршированные виноградные листья с йогуртово-мятным соусом